# Egnatioides coerulans
Egnatioides coerulans är en insektsart som först beskrevs av Krauss 1893.  Egnatioides coerulans ingår i släktet Egnatioides och familjen gräshoppor. Inga underarter finns listade i Catalogue of Life.